# 세르히 스카첸코
세르히 스카첸코(Serhiy Skachenko, 1972년 11월 18일 ~ )는 우크라이나의 축구 선수로, 포지션은 공격수이다. K리그 시절 등록명은 스카첸코이다.

## 클럽 경력
1996시즌과 1997시즌 초반 대한민국 K리그 클럽인 안양 LG 치타스(현 FC 서울)에서 활약하였다.
1997년 5월 9일 이적료 45만 달러(약 4억 원)에 전남 드래곤즈로 이적하였으나 돌출행동 때문에 이 해를 끝으로 한국을 떠났으며 전남 시절 당시 코치였던 정해성 전 부천 SK 감독의 부름을 받아 2004년 5월 부천 SK 입단 테스트를 받았지만 불합격했다.